# ان‌جی‌سی ۵۹۶۵
ان‌جی‌سی ۵۹۶۵ (انگلیسی: NGC 5965) یک کهکشان مارپیچی است که در صورت فلکی اژدها قرار دارد. این کهکشان در ۵ مه ۱۷۸۸ توسط ویلیام هرشل کشف شد.